# راؤول غونزاليس (صحفي)
راؤول غونزاليس هو صحفي فلبيني، ولد في 1935، وتوفي في 15 مايو 2013.